# فالروس
فالروس (بالفرنسية: Valros)‏ هي بلدية تقع في فرنسا في Canton of Servian. يقدر عدد سكانها بـ 1,252 نسمة ومساحتها 6.61 كم2 .